# Liza ’N’ Eliaz

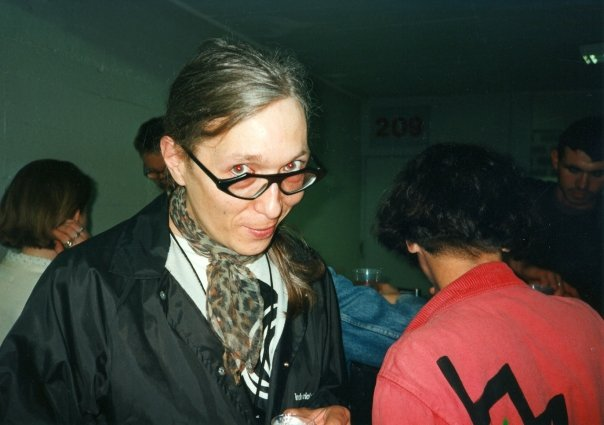
Liza ’N’ Eliaz

Liza ’N’ Eliaz (alternative Schreibweisen Liza N. Eliaz, Liza N’Eliaz u. a., bürgerlich Liza Néliaz, * 26. Februar 1958 in Oostende; † 19. Februar 2001 in Antwerpen) war eine auch unter dem Namen „Queen of Terror“ bekannte belgische DJ, Hardcore-Techno- und Gabber-Musikproduzentin und Labelinhaberin.
Sie gilt innerhalb der Gabber-Szene als eine außergewöhnliche Produzentin, u. a. beschäftigten ihr vergleichsweise hohes Alter und ihr androgynes Auftreten die Phantasie ihrer Mitmenschen.

## Leben
Ab Mitte der Siebziger Jahre experimentierte Liza mit Tonbändern, Kassettenrekordern und Tape-Delays, sie baute Cut-Ups und Audio-Collagen. Darauf aufbauend beschäftigte sie sich mit Synthesizern und Modular-Systemen.
Seit Anfang der 1980er Jahre beeinflussten belgische Industrial-Bands wie Front 242  Lizas Musikverständnis. Sie spielte in verschiedenen Elektronik- und Industrial-Bands Keyboard, Schlagzeug und Bass. 1987 spielte sie ihr erstes Live-Set im Vorprogramm der Band Neon Judgement. Parallel dazu legte sie Funk, New Wave, Rock auf.
1990 begann sie als eine der ersten Hardcore-Techno-Produzenten zu arbeiten und produzierte 1992 die ersten Tracks des Labels Bonzai Records mit ihrem Projekt „Stockhousen“ (zusammen mit Pieter Kuyl). Sie veröffentlichte viele Tracks mit anderen Künstlern wie zum Beispiel DJ Dano, Laurent Hô und The Prophet.
Als DJ spielte sie klassischen Gabba, experimentellen Hardcore, Breakbeats oder harten House auf vielen Partys rund um die Welt. Dabei arbeitete sie teils mit drei Plattenspielern statt der üblichen zwei. 1997 gründete sie ihr eigenes Label Provision Records. Daneben veröffentlichte sie unter anderem auf Atom Communications und Mokum Records.
Liza ’N’ Eliaz lebte später in Antwerpen und verstarb im Februar 2001 an Lungenkrebs.

## Diskografie
Albums
- 1993: Jet Propulsion Mix
- 1995: At the Bunker, Berlin
- 1996: Live At Neuro Act 2 (mit DJ Kristian; West Records) (Live-Album)

Singles und EPs
- 1991: Initial Gain (Atom Records)
- 1992: The Wane In Spain (Atom Communications)
- 1994: Killerbees on Acid (Loop Records)
- 1994: Quantized Particles (mit Loren.X.) (Subliminal Records)
- 1995: Energy Boost (mit DJ Dano) (Mokum Records)
- 1995: Untitled (mit LKJ Sisters) (RPG-7)
- 1996: Pawlow (mit DJ Dano) (Mokum Records)
- 1998: Voyager Loops (Provision Records)
- 2000: Voyager Loops 2 (Provision Records)
- 2015:  Untitled (mit Laurent Hô) (Slaves of Devil Our Master)